# Röda ögon (fotografi)

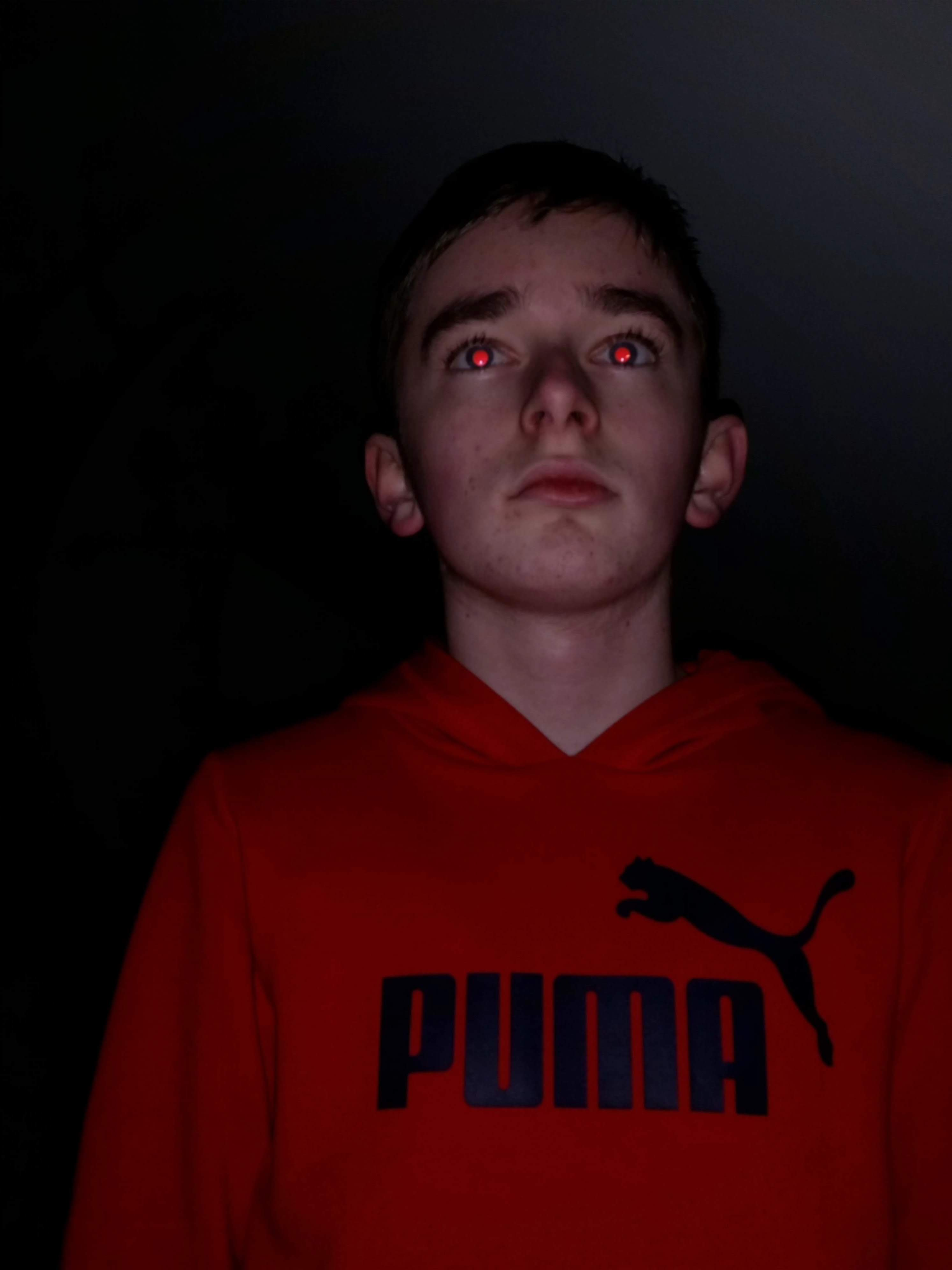
Exempel på röda ögon.

Röda ögon är ett fenomen som kan uppkomma på fotografier och innebär att den fotograferades pupiller blir röda. Effekten uppkommer när blixtljuset reflekteras från näthinnan tillbaka till kameran och uppstår när blixten är placerad för nära kameralinsen, vilket den är hos de flesta kompaktkameror.
Vissa kameror har inställning för att motverka röda ögon. Innan blixten kommer, så tänds en liten lampa eller en för-blixt för att på så sätt förbereda pupillen för blixten och hinna stänga igen tillräckligt. Även om denna inställning finns kan effekten ifrågasättas. Bästa sättet är att öka avståndet mellan kamerans lins och blixten med hjälp av en extern blixt på pelare som ansluts till blixtkontakten.

## Vita ögon
Retinoblastom är en cancer i ögat som ofta ger en effekt av vita ögon istället för röda. De vita ögonen uppstår genom en reflex från en tumörmassa som ligger bakom ögats lins.

## Bilder

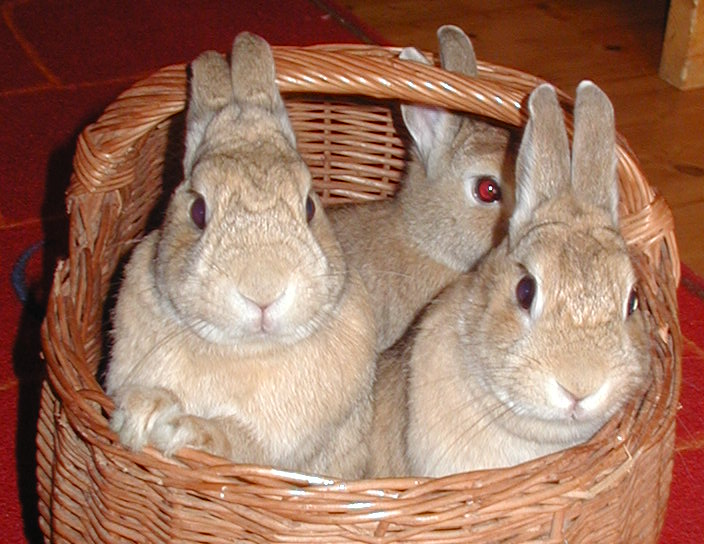
Röda ögon-effekt kan även ses hos vissa djur.
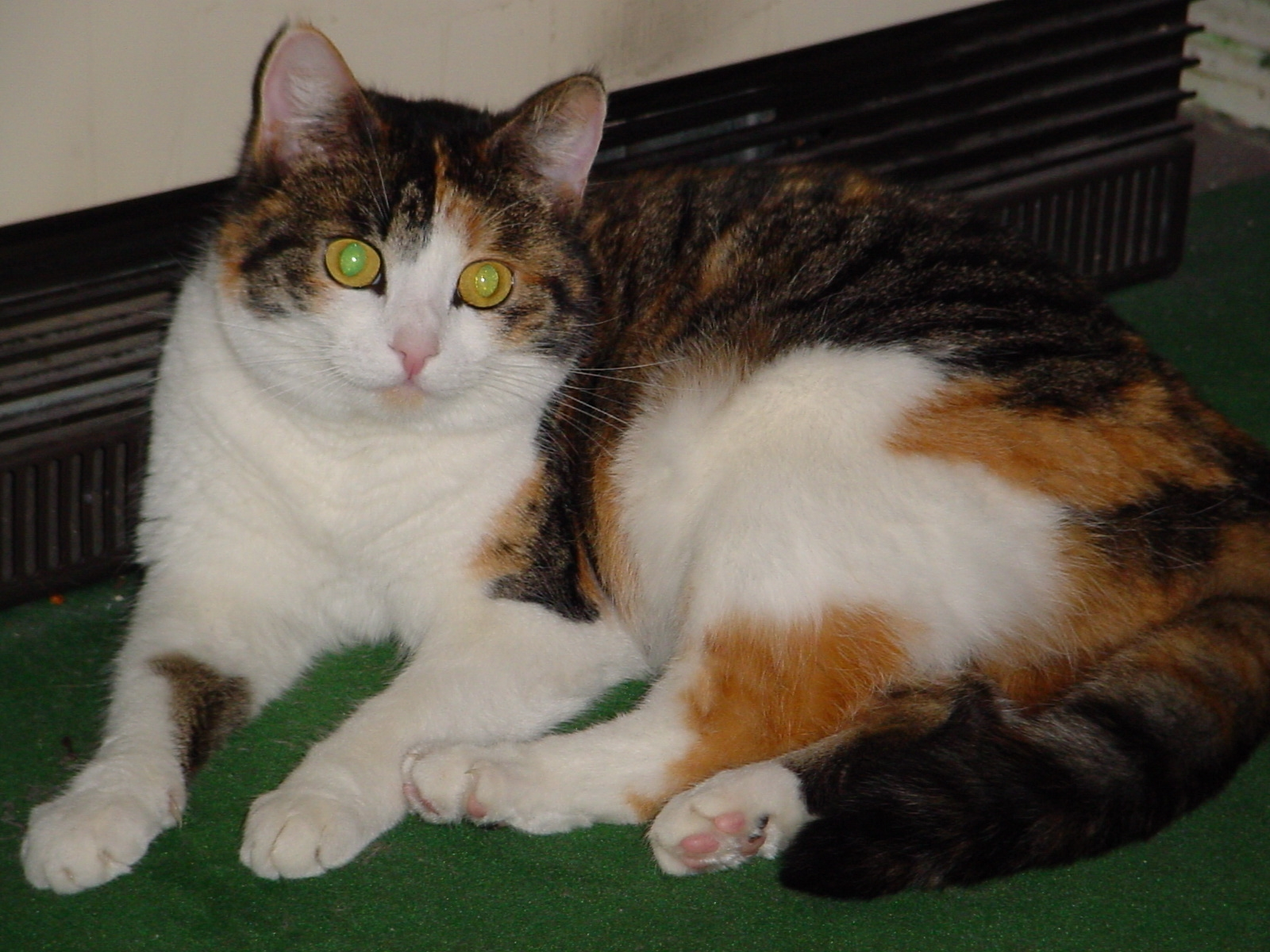
Hos katter ger effekten gröna ögon.
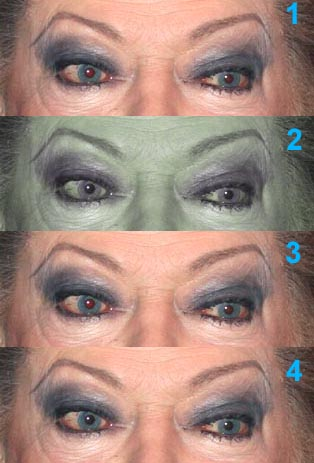
Röda ögon kan redigeras bort i grafikprogram såsom Adobe Photoshop. Här beskrivs ett sätt att göra det.